# Prom – Die Nacht deines Lebens
Prom – Die Nacht deines Lebens (Originaltitel: Prom) ist ein US-amerikanischer Spielfilm aus dem Jahr 2011 von Joe Nussbaum. Der Kinostart in den USA war der 29. April 2011. In Deutschland lief er am 25. August 2011 an.

## Handlung
Der Prom ist der größte Tag im Leben eines amerikanischen Schülers. Die Seniorpräsidentin der Brookside High Nova Prescott soll zusammen mit Brandon, Mei, Ali, Rolo, Tyler und seine Freundin Jordan sowie Justin den Prom der Schule ausrichten. Doch als ein Feuer die harte Arbeit zerstört, wird der Draufgänger Jesse Richter vom Direktor dazu verdonnert, bei den Dekorationen mitzuhelfen. In dieser Zeit kommen sich Nova und Jesse näher als ihr lieb ist, da sie eigentlich in Brandon verliebt ist.

## Kritiken
„Regisseur Joe Nussbaum serviert mit dem romantischen Teenie-Märchen ‚Prom‘ eine altbekannte Geschichte ohne bahnbrechende Neuerungen, kann dabei aber auf sympathische Hauptdarsteller bauen, die eine Menge Charme verbreiten. Ein bisschen mehr Mut zur Originalität hätte ‚Prom‘ dennoch gut zu Gesicht gestanden, um aus den Konventionen auszubrechen.“

## Hintergrund
Die Dreharbeiten fanden in Los Angeles, Kalifornien, statt. Bei einem Budget von 8 Millionen US-Dollar, spielte der Film weltweit nur 10,13 Millionen ein.

## Besetzung und Synchronisation
| Rolle           | Darsteller        | Dt. Synchronsprecher    |
| --------------- | ----------------- | ----------------------- |
| Nova Prescott   | Aimee Teegarden   | Farina Brock            |
| Jesse Richter   | Thomas McDonell   | Benedikt Gutjan         |
| Simone Daniels  | Danielle Campbell | Gabrielle Pietermann    |
| Lloyd Taylor    | Nicholas Braun    | Roman Wolko             |
| Lucas Arnaz     | Nolan Sotillo     | Tobias Kern             |
| Corey Doyle     | Cameron Monaghan  | Tobias John von Freyend |
| Mrs. Doyle      | Amy Pietz         | Solveig Duda            |
| Tyler Barso     | DeVaughn Nixon    | Karim El Kammouchi      |
| Frank Prescott  | Dean Norris       | Pierre Peters-Arnolds   |
| Jordan Lundley  | Kylie Bunbury     | Malika Bayerwaltes      |
| Tess Torres     | Raini Rodriguez   | Maresa Sedlmeir         |
| Justin Wexler   | Jared Kusnitz     | Max Felder              |
| Ali Gomez       | Janelle Ortiz     | Marcia von Rebay        |
| Charlie Richter | Robbie Tucker     | Jonas Truelsen          |

## Auszeichnungen
- Young Artist Awards 2012: Nominierung in der Kategorie Best Performance in a Feature Film – Young Actor Ten and Under für Robbie Tucker